# Séga
Pour les articles homonymes, voir Sega (homonymie).
 (avril 2011).
Si vous disposez d'ouvrages ou d'articles de référence ou si vous connaissez des sites web de qualité traitant du thème abordé ici, merci de compléter l'article en donnant les références utiles à sa vérifiabilité et en les liant à la section « Notes et références ».
Le séga est, avec le maloya, le genre musical majeur des Mascareignes : île Maurice, île de La Réunion et Rodrigues, mais aussi des Seychelles, d'Agaléga, de Saint-Brandon, des îles Chagos et d'autres de l'océan Indien.
Le maloya sortant du séga à l'île de la Réunion se danse beaucoup avec les hanches. Le séga est très différent du maloya. Le séga s'appelle aussi Moutia aux Seychelles. La pratique du séga à l'île de La Réunion est inscrite à l'Inventaire du patrimoine culturel immatériel français depuis 2020 alors que presque aucune musique n’a été produite depuis le début des années 2000.
Pour chacune de ces îles, le séga diffère. Par exemple le séga rodriguais est composé de deux musiques différentes :
- le séga tambour, très rapide et typiquement africain
- le ségakordéon, où l'accordéon diatonique donne une touche musette.

Aux Seychelles le rythme est plus lent.
Le séga se danse en dandinant les hanches et en tournoyant sur soi et l'homme autour de la femme. Il s'agit d'un jeu entre le cavalier et la cavalière. Celle-ci décide d'aller où bon lui semble et le cavalier tente de prédire la direction pour la devancer et garder une certaine proximité. En tournant sur eux-mêmes, les danseurs se synchronisent. Certaines approches sensuelles de cette danse se caractérisent en descendant doucement, au rythme du son (en fléchissent peu à peu les genoux) de sorte que l'homme et la femme se retrouvent à genoux face à face en bougeant le haut du corps, toujours aussi sensuellement.

## Histoire
Avec l'arrivée des colons blancs, le séga a été nourri par la musique festive de danses de Paris au XIXe siècle, les quadrilles parisiens que dansaient les propriétaires des plantations et leurs familles. On peut donc penser que le séga est une fusion ou un mélange de plusieurs peuples, esclaves ou migrants venus vers les îles Mascareignes et l'Océan Indien.
Loin de leur pays d'origine, les esclaves de différentes contrées se réunissaient. Ils ne parlaient pas la même langue, n'avaient pas les mêmes coutumes, ni la même musique, mais cela ne les empêchait pas de communiquer autour de la danse et du chant. Puis de fil en aiguille la langue créole est apparue, avec les indigènes et la langue française, un dialecte d'origine française qui n'a pas fini d'évoluer, s'est fondue dans la musique et une nouvelle forme de séga est apparue.
Dès 1768, les voyageurs de retour de Maurice parlaient du chant des esclaves et de la danse. Bernardin de Saint-Pierre a parlé de la passion des esclaves pour la musique et de l'harmonie douce d'instruments inconnus pour correspondre aux chansons avec tous les thèmes d'amour présents.
Milbert, en 1803, a parlé de pas de danse et des femmes sensuelles. Ils parlent tous du « chéga » ou « tchéga » qui deviendra par la suite le séga.
Le mot séga viendrait de la côte Est de l'Afrique. Au Mozambique, tchega se rapporte à une danse très proche du fandango espagnol. Le mot swahili sega désigne l'acte de retrousser ses habits, geste typique des danseuses de séga.
On appelle ségatier le joueur ou le chanteur de séga.

### Le séga de La Réunion

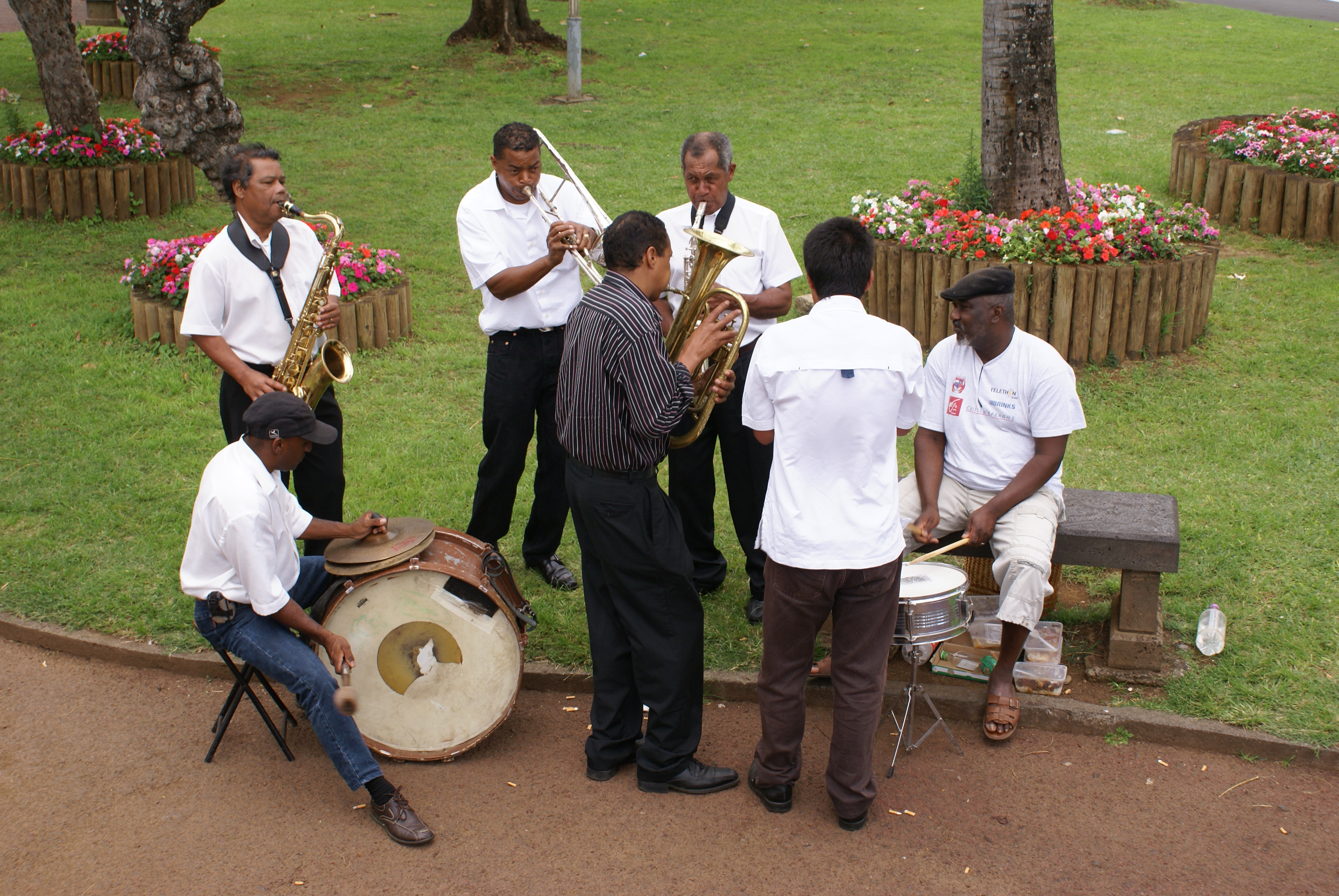
Groupe de séga sur une place de Saint-Pierre, à La Réunion.

"L’histoire du séga, à la Réunion, est intimement lié à celle du maloya. Le maloya, terme d’introduction récente (apparu vers 1930) était appelé vers 1750, « tchega », « shéga », « tsiega » puis « séga », mot portugais d’origine swahili désignant l’action de remonter ses habits, caractéristique des danses bantoues. Dès le second empire (1852), d’autres danses font leur apparition : le quadrille d’origine anglaise, le scottish, la polka, la mazurka, auxquelles succèdent des danses de groupe comme « la poule ». La série se termine par des figures libres. Cet espace de liberté a été capital dans la naissance du séga. Au milieu du XIXe siècle, la prospérité économique de l’île a permis une plus grande diffusion du quadrille et le besoin de musiciens s’accroît. Des musiciens noirs sont alors initiés à ces musiques: ce sont les « jouars ». Du fait de leur appartenance à une autre culture, ils ont volontairement ou involontairement modifié ces airs, surtout au niveau rythmique : ceci marque le début de la créolisation du quadrille. Ayant appris à jouer sur des instruments européens, ils utilisent la dernière partie du quadrille pour jouer leur musique. Passant progressivement du binaire au ternaire, cette danse appelée au début « quadrille créole » va coloniser toutes les figures du quadrille. Le phénomène prend une telle importance que le séga s’échappe des salons pour être joué et dansé partout : il devient la musique populaire de la Réunion.

### Le séga de Maurice
À l'île Maurice, le séga traditionnel se nomme sega tipik. Il est à Maurice ce que le maloya est à la Réunion. D'après les explications de Marclaine Antoine, grand ségatier mauricien, le séga typique se joue avec trois ravannes. Chacune ayant son rôle. Il y a le "sizoner" (celui qui assaisonne) ou  "piker", le soliste avec une ravanne de 18 pouces de diamètre. Il y a la ravanne rythmique avec 20 pouces et la ravanne basse faisant 22 pouces. Les ravannes sont en peau de chèvre (cabri), certaines en peau de raie selon les îles, surtout par le passé. Ces tambours sont chauffés au-dessus du feu. Dépendamment de la tension de la peau, en général la ravanne du soliste s'accorde en ré, la rythmique en do et la basse en sol afin de créer de la profondeur musicale dans le rythme.

## Instruments

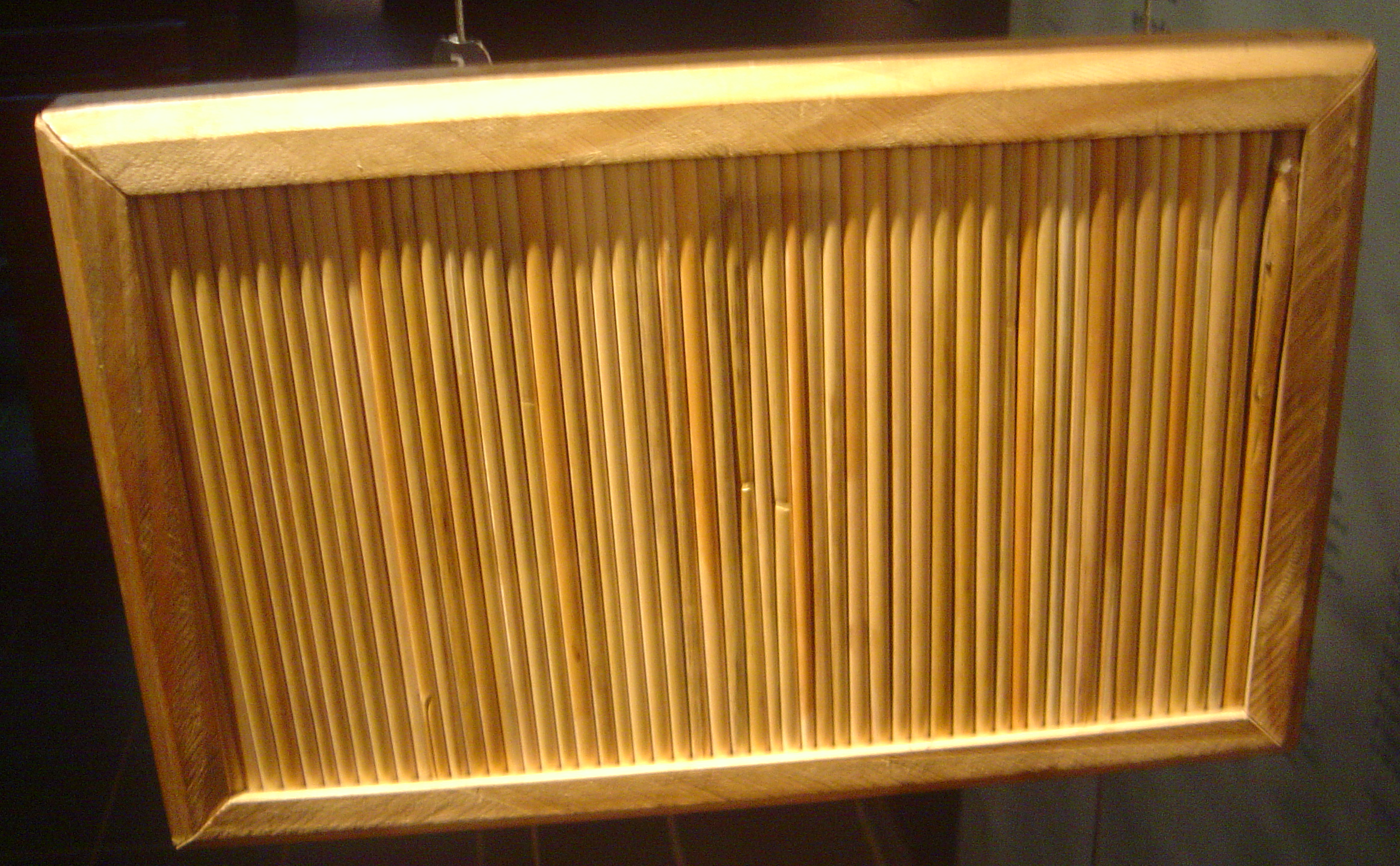
Un kayamb.

Les différents instruments du séga sont :
- la maravane ou kayamb, constituée de cannes à sucre alignées, est de forme rectangulaire. C'est une sorte de boîte contenant des cailloux, des billes métalliques ou des graines. Le musicien agite l'instrument au rythme désiré pour accompagner le chanteur et les autres instruments.
- la ravane ou ravanne, pièce maîtresse du séga est un tambour taillé dans du bois de goyave chinois. Il est recouvert d'une peau de chèvre tendue.
- le triangle est aussi omniprésent.
- le bobre, constitué d'un morceau de bois tendu par deux cordes et relié à une calebasse. Cet instrument n'est plus guère utilisé de nos jours dans le séga.
- le makalapo, arc en terre. Instrument monocorde, il doit son timbre à son écho qui est à l'origine d'ailleurs de beaucoup de légendes. La caisse de résonance (un seau renversé) doit être enterrée afin de produire un son souterrain très spécial. Le mythe veut en effet qu'étant en contact avec le sol, il permette d'entrer en contact avec les ancêtres. Marclaine Antoine explique que cet instrument était particulièrement joué pour accompagner un genre de lutte mauricienne, le kapila.
- la serpe, machette convertie en instrument utilisée comme le triangle l'est aujourd'hui.
- l'accordéon, cet instrument figure dans presque tous les ségas de Ti-Frère
- le bloc, cube en bois frappé
- le crapeau, percussion utilisée à Rodrigues
- le banc, percussion utilisée par les îlois (les îles Chagos)
- les claves, paire de bois frappés
- les mayoches, percussions utilisées à Rodrigues
- le katcha katchia, hochet à capsules
- les cocos, maracas en noix de coco
- le coco lamok, maracas en boîte de conserve
- le jerry-can ou sati, un bidon d'essence converti en instrument de musique

## Musiciens
Les chanteurs de séga reconnus à l'Île Maurice, se nomment Ti Frère, Claudio Veeraragoo, Serge Lebrasse, Jean-Claude Gaspard. Né le 25 juin 1930, à Rose-Hill, Serge Lebrasse composa un séga sur le père Jacques-Désiré Laval. Plus récemment, cette musique s'est électrifiée en incluant la guitare, la basse, des cuivres. Des groupes sont reconnus sur l'île comme Cassiya, Zotsa.
Dans les années 1980, certains chanteurs comme Joseph Topize alias Kaya et le Groupe Racinetatane ou Ras Natty Baby ont créé un nouveau courant appelé seggae, un mélange de séga et de reggae.
En 1978, Anita My Love de Mario Armel s'est classée au hit parade en Allemagne.
En 1987, Maxime Le Forestier a fait une reprise d’Ambalaba, qui était un séga mauricien chanté par Claudio Veeraragoo en 1964.
En 1991, Ala li la de Denis Azor était choisi pour faire du séga la danse de l'été.
En 2013, Li tourner d'Alain Ramanisum est remixée par Dj Assad et Willy William du groupe Collectif Métissé pour en faire une des danses de l'été.
Le séga a aussi évolué vers le rap et le hip-hop avec le rappeur de l'est de la Réunion, Ironshiro, avec sa chanson Sak Mi Aim sortie en 2009.
À la Réunion, le séga est un peu différent du séga mauricien.
Un défenseur notable du séga réunionnais est le groupe Apolonia, qui, depuis 20 ans, défend ce style musical avec beaucoup de constance et de succès.

### Artistes de séga
| Réunion | Maurice | Seychelles                                                                               |
| --- | --- | ---------------------------------------------------------------------------------------- |
| - Apolonia - Michel Admette - Manyan - Mirage - Luc Donat - Jean-Pierre Boyer - Jules Joron - Maximin Boyer - Maxime Laope - Ousanousava - Jean-Paul Volnay - Ziskakan - Kultur Bourbon - Zenes Kréol - Aim' A Nou - Baster - Racine Des Iles - Volcan - Ti Mack Alamelou - David Louisin - Karen et Son'J - Sega'el - Missty - Kaliko Muzik Band | - Cassiya - Marie-Michèle Étienne - Désiré François - Alain Ramanisum - Ti Frere - Nancy Derougere - David Ramen - Kaya - Carino - Marcelino - Claudio Veeraragoo - Laura Beg - Sandra Mayotte - Caroline Jodun - Mary Jane Gaspard - Linzy Bacbotte - Michel Legris - NasT Black - Jean-Claude Gaspard - Lin - Clarel Armel - Samy Elf | - Patrick Victor - Jean Marc Volcy - Brian Matombe - Juliette Joennise - Jenny Letourdie |

### Grands noms du séga mauricien
- Ti Frère : « Le séga de Ti Frère n'est jamais mièvre, il n'a que faire des ritournelles de vacances. Il est âpre et vrai, il est sensuel et païen, il sait parler de l'amour d'Anita et d'Angeline, et rire des politiciens qui mangent pour le peuple », écrit Le Clézio.

De son vrai nom Alphonse Ravaton, Ti frère est né en avril 1900 à Quartier Militaire dans le centre de Maurice. Héritier de son père, ségatier d'origine afro-malgache, Ti Frère naquit avec le siècle et fut sacré « Roi du séga » en 1964. Le chanteur aveugle ne démentit jamais ce titre jusqu'à sa mort à 92 ans.
Ti Frère est né pauvre et il a toujours su rester simple et humble. Illettré, il a quand même composé de nombreuses chansons qui sont des grands classiques de la musique mauricienne. Ces mélodies parlent d'amour, de femmes, de la vie qui s'écoule paisiblement à l'ombre des Filaos, de la vie, de la mort, du bonheur...
Ti Frère fut récompensé et décoré du MBE (Member of the British Empire) pour son talent.
- Serge Lebrasse (1930-2023)

Serge Lebrasse retourne à Maurice en 1951, après sa démobilisation. Il devient professeur de musique et étudie les origines et traditions du Séga. Il commence à accompagner Ti Frère dans ses tournées. Encouragé par ce dernier, il commence à composer et chanter dans des fancy-fairs (fêtes locales). Une de ses premières compositions, Divin lou lou (le vin du loup) attire l'attention du public.
En 1956, la maison Damoo, un producteur d'artistes installé à Port-Louis s'intéresse à l'approche du séga de Serge Lebrasse et propose un enregistrement. Malheureusement Mr Damoo décède avant que l'enregistrement ne soit réalisé. Heureusement son talent sans bornes lui permet de se faire remarquer par la firme Ramdharry Frères. Il enregistre alors un premier disque intitulé Mama mo le marier sur la première face, c'est Alex Nanette qui interprétera Eugénie lave ça verre là sur la deuxième face.
Ses ségas deviennent très populaires à Maurice. Lebrasse enregistre quatre nouveaux ségas en 1957 pour le Mauritius national compétition. L'un d'eux, Madame Eugène, deviendra un des ségas les plus populaires de tous les temps. C'est dans les années soixante que sa popularité atteindra son sommet avec des titres tels que Zarina, Sito content moi ou encore Bal Bobesse.
Serge Lebrasse est le premier ségatier à entamer des tournées hors de Maurice.
En 1976, il reçoit également le MBE pour services rendus à la culture mauricienne.
Il se produisait dans divers hôtels mauriciens, mais également à La Réunion et en Europe. Il a collaboré à l'album Séga Rom qui réunissait entre autres Sylvio Lynx et Jean-Claude.
Il meurt le 6 avril 2023.
- Cassiya : le groupe Cassiya est très populaire à Maurice. C'est en 1993, avec l'enregistrement de l'album Séparation, que Cassiya se mesure au grand public.

Cassiya tire son nom de Cassi, un faubourg de Port-Louis, situé près de l'autoroute et ya veut dire tout simplement "bon".
En 1994 l'album Cassiya 2 est consacré album de l'année à Maurice. Depuis Cassiya collectionne les succès et est même devenu ambassadeur de la musique mauricienne en Europe. Le groupe a été accueilli sur les scènes de l'Olympia, du Moulin Rouge et du Zénith à Paris.
Le Séga de Cassiya est joyeux et entraînant. Une musique épicée à la sauce créole, faite pour bercer les cœurs et pour danser. Il suffit d'écouter Mamzelle l'amour ou Séparation pour être transporté sur les plages de Maurice.
- Kaya : il est l'inventeur du seggae, subtil mélange du séga et du reggae de Bob Marley. Il a souvent souligné, même si le seggae a pour racine musicale le reggae de la Jamaïque, Kaya a toujours fait comprendre la différence entre les deux.

Joseph Réginald Topize, alias Kaya est né le 10 août 1960 dans un quartier pauvre de Port-Louis, à Roche-Bois. Son père était pêcheur et sa mère femme de ménage. Comme ils ne pouvaient subvenir à son éducation, Kaya fut placé très jeune sous la tutelle d'un oncle paternel.
Métis créole et indien, il est victime très jeune du racisme. Dès l'âge de 8 ans, Kaya survit grâce à de petits boulots. Il s'intéresse à la musique vers l'âge de 16 ans, grâce à sa mère qui est chanteuse dans une chorale. Il apprend la guitare, reprend des morceaux de Mike Brant, anime des bals et mariages avec son premier groupe, Wind and Fire. Il chante aussi Santana et Deep Purple, avant de découvrir Bob Marley avec l'album kaya qui devient vite son idole.
Il fonde en 1982 avec quelques copains de Roche-Bois le groupe reggae Racine-Tatane, du nom d'un prince malgache révolté et exilé à Maurice.
En 1986, c'est la consécration. Kaya associe au reggae jamaïcain le séga mauricien.
Le seggae est né, déclinaison qui apparaîtra, selon la presse mauricienne, comme « une des initiatives les plus novatrices et appréciées de ces dix dernières années ».
En 1989, Kaya sort sa première cassette, Seggae nou lamizik. Il se produit dans tout l'océan Indien. Suivent les cassettes La pé universel en 1991 et Seggae man en 1992, puis Racine pé brilé en 1994, et en 1996 les albums Zistwar révoltant et Chante Marley.
Kaya écrit et chante des textes durs et forts, dénonçant dans ses textes puissants les mensonges du pouvoir en place, la corruption, le racisme.
En 1999, Kaya est emprisonné pour avoir fumé un joint en public. Il subira une brutalité policière en prison. Le peuple mauricien parle de bavure et d'assassinat. On parle de violence policière dans les cas les plus graves.
Kaya venait de participer à un concert légal en faveur de la dépénalisation des drogues douces.
Une contre-autopsie révèlera que Kaya a été victime de brutalités policières.
À la nouvelle de sa mort, des émeutes éclatent dans toute l'île.
Kaya est mort pour avoir cru en un monde meilleur, sans racisme et plein d'illusions. Utopie que tout cela dans un pays en pleine expansion, ou l'argent, la corruption et le pouvoir règnent en maîtres absolus. Ici il n'y a pas de place pour les fumeurs de cannabis.[non neutre]
Kaya nous laisse ses chansons, ses passions et ses espoirs pour son île à travers de belles mélodies.
- Blakkayo

Jean Clario Gateaux, dit Blakkayo est un toaster respecté de la scène locale, auteur d'une musique élégante, alliant seggae, reggae et dancehall
- Gangsta Beach : ce jeune groupe de Grand-Baie est le groupe du moment à l'île Maurice. Leur titre Kriyé a été consacré no 2 au Top Ten de l'île. Mélange de séga, reggae, ragga, leurs chansons parlent d'amour, de liberté :

Alors respire, c'est moi ki fé, c'est Gangsta beach mon gars, alors écoute ça.
Sort un peu de ta vie de métro-boulot-dodo et viens nous rejoindre sous les filaos, la vraie vie elle est là.
Oublie le stress, ta secrétaire, ton patron et viens « piquer une tête » à la Cuvette et boire une Blue marlin sous la varangue.
- Nancy Dérougère : souvent appelée la "Dive Séga" de l'île Maurice, deuxième dans un concours appelé "Sofe Ravanne" avec son tube Missie Olivier après un certain temps reçoit une belle proposition de "Mario Justin" du groupe Zotsa où elle commence réellement sa carrière de chanteuse de séga.